# Crapaudine (cuisine)
Pour les articles homonymes, voir crapaudine.
En crapaudine est une manière d'apprêter des cailles, du poulet ou des pigeons. Cette méthode consiste à couper le ventre de la volaille longitudinalement et à aplatir l'ensemble, ce qui lui donne l'apparence d'un crapaud.
La volaille, éventuellement panée, est rôtie au gril et peut être accompagnée de sauce à la diable ou de sauce piquante.

## Galerie

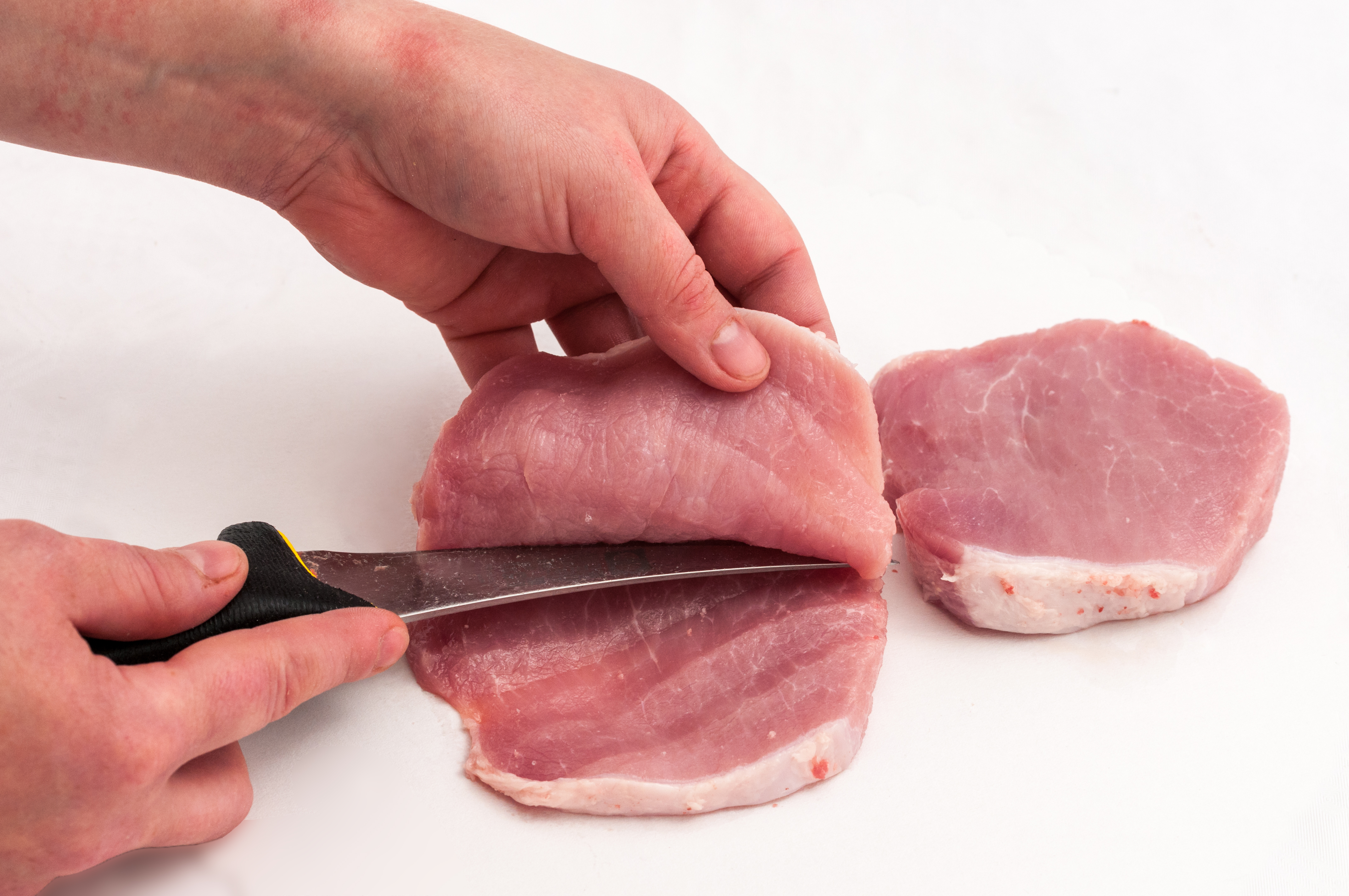
Découpe.
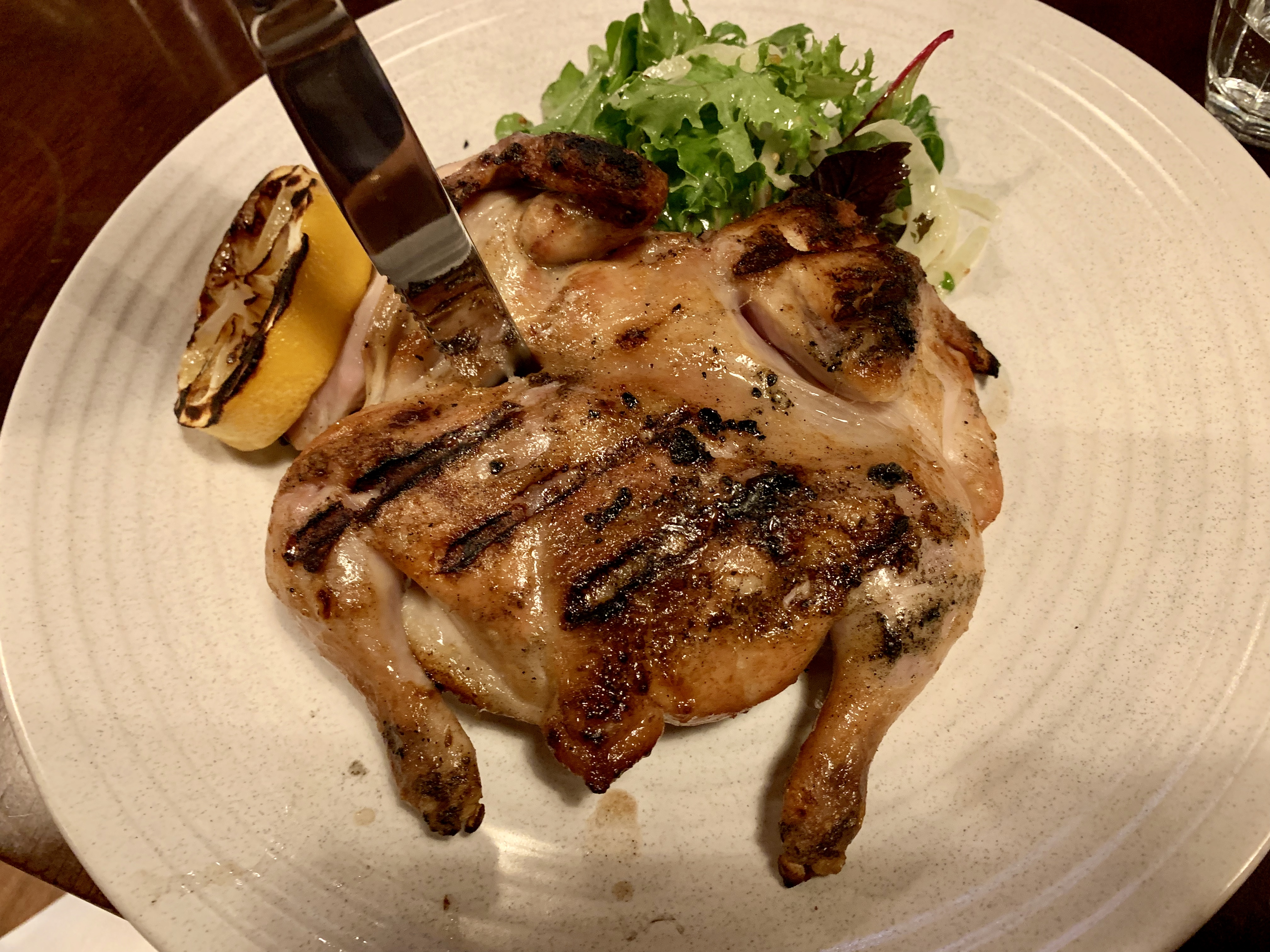
Plat.